# Parasciadonus pauciradiatus
Parasciadonus pauciradiatus är en fiskart som beskrevs av Nielsen, 1997. Parasciadonus pauciradiatus ingår i släktet Parasciadonus och familjen Aphyonidae. Inga underarter finns listade i Catalogue of Life.